# Pampa de los Chivatos
Pampa de los Chivatos es una localidad peruana ubicada en el distrito de Zorritos, perteneciente a la provincia de Contralmirante Villar del departamento de Tumbes, al norte del Perú. 

## Ubicación
Pampa de los Chivatos se ubica al noreste de la provincia de Contralmirante Villar, en el distrito de Zorritos, en el departamento de Tumbes.

## Demografía
En 2017 Pampa de los Chivatos tenía una población de 2 habitantes.